# Ostrowy PGR
Ostrowy PGR es un asentamiento ubicado en el distrito administrativo de Gmina Nowe Ostrowy, dentro del Distrito de Kutno, Voivodato de Łódź, en Polonia central. Se encuentra aproximadamente a 16 kilómetros al noroeste de Kutno y a 61 kilómetros al norte de la capital regional Łódź.
El poblamiento tiene una población de 40 habitantes.